# Rauschenbach (Neuhausen)
Rauschenbach ist ein Ortsteil der sächsischen Gemeinde Neuhausen/Erzgeb. im Landkreis Mittelsachsen.

## Geografie

### Lage
Der ursprüngliche Werkweiler Rauschenbach liegt etwa 3,5 Kilometer nordöstlich von Neuhausen im Erzgebirge. Die Ansiedlung liegt unmittelbar unterhalb der Staumauer der Talsperre Rauschenbach, südlich grenzt der ausgedehnte Einsiedler Wald an die Flur.
Durch den Ort führt die Staatsstraße 211 nach Bienenmühle, welche zwischen Hirschberg und Oberneuschönberg von der S 214 Olbernhau–Deutscheinsiedel abzweigt.

### Nachbarorte
| Friedebach | Cämmerswalde                                | Neuwernsdorf |
|            | Kompassrose, die auf Nachbargemeinden zeigt |              |
| Neuhausen  |                                             |              |

## Geschichte

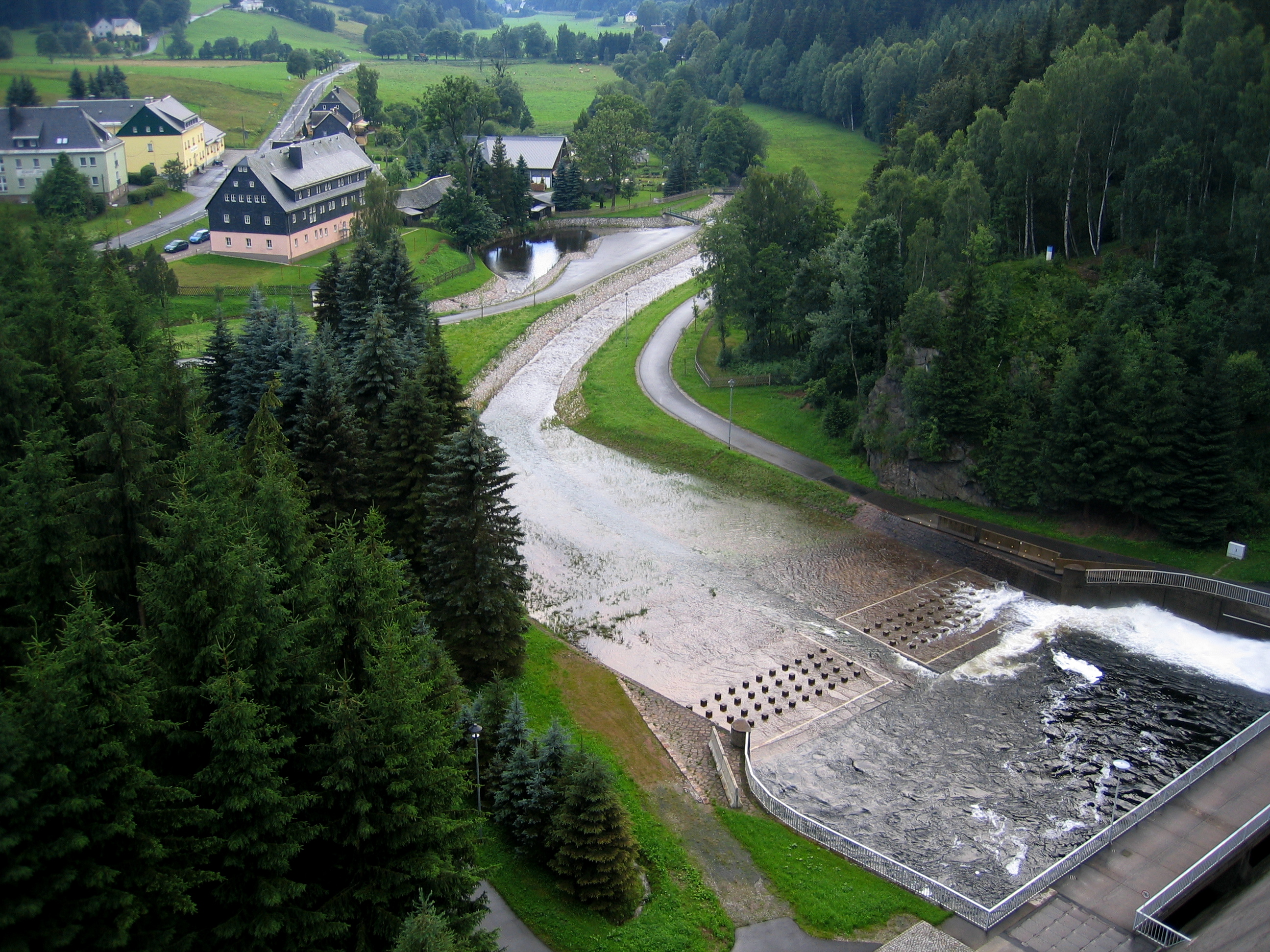
Blick von der Staumauer der Talsperre auf Rauschenbach

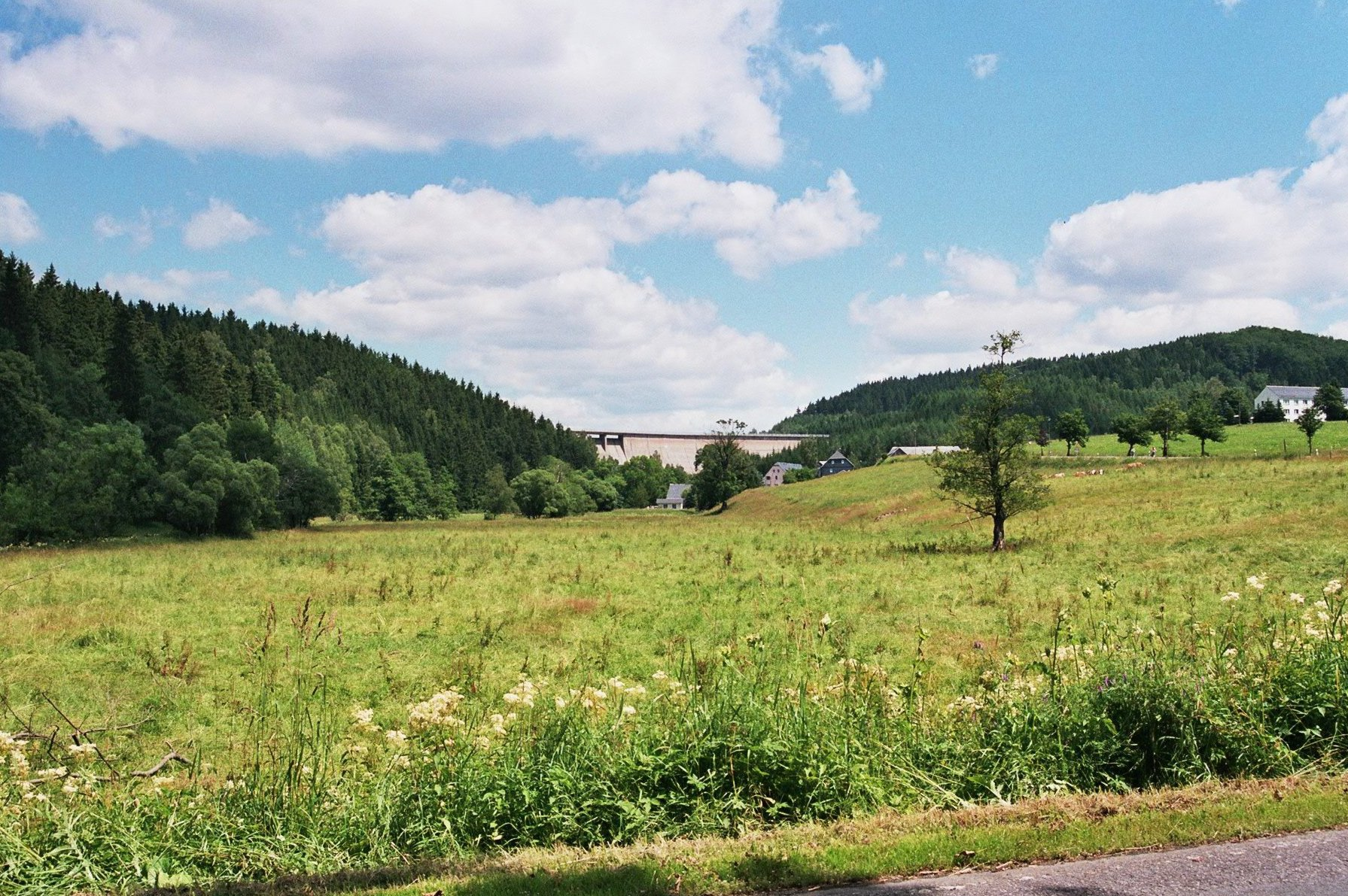
Blick von Südwesten

Die erste urkundliche Erwähnung datiert von 1760 als Neu Raschenbach.
Die Ansiedlung wurde etwa um 1660 von böhmischen Exulanten gegründet. Der Ort gehört seitdem zur Parochie Cämmerswalde.
August Schumann nennt 1821  im Staats- Post- und Zeitungslexikon von Sachsen Rauschenbach betreffend u. a.:

„Das Dörfchen, welches dem Amte zu Zöblitz unmittelbar unterworfen ist, zählte 1801 mit Inbegriff des Scharschmidtschen Gutes, nur 40 Consumenten; […] bis in das Jahr 1660 stand hier nur eine Bretmühle, die Rauschenbacher genannt, nebst der Cämmerswalder Bretmühle.“

1875 war Rauschenbach ein Ortsteil von Neuwernsdorf. 1924 wurde es gemeinsam mit diesem nach Cämmerswalde eingemeindet.
Im Zusammenhang mit dem Bau der Talsperre wurde in Rauschenbach eine Unterkunft für die am Bau beteiligten Arbeiter errichtet. Nach Bauende entstand durch Umbau eines der seinerzeit modernsten Erholungsheime des FDGB der DDR. Am 28. Juni 1968 wurde das FDGB-Ferienheim "Paul Gruner" mit einer Kapazität von 380 Betten eingeweiht. Zwischen 1968 und 1990 beherbergte es weit über 200.000 Urlauber. Heute wird es als Senioren- und Pflegeheim genutzt.
Zum 1. Januar 1994 wurde aus den bis dahin eigenständigen Gemeinden Neuhausen und Cämmerswalde die neue Gemeinde Neuhausen gebildet, Rauschenbach wurde ein Ortsteil der neuen Gemeinde.

## Entwicklung der Einwohnerzahl
| Jahr | Einwohnerzahl |
| ---- | ------------- |
| 1786 | 3 Häusler     |
| 1834 | 40            |

| Jahr | Einwohnerzahl |
| ---- | ------------- |
| 1871 | 40            |
| 1890 | 33            |